# Giurisdizione di Chiavenna
La Giurisdizione di Chiavenna fu una struttura territoriale dei Grigioni durante il loro dominio sulla Valtellina.

## Storia
La giurisdizione nacque per via sottrattiva, come risultato del parziale affrancamento di Piuro e della Valle Spluga dal potere del capoluogo chiavennese, e sovraintendeva ai sei comuni che formavano il suo consiglio: Chiavenna, Prata, Gordona, Mese, Novate e Samolaco. Nel Settecento nacquero per secessione due altre comunità, Menarola e Verceia, cui però non fu dato diritto di voto.
La giurisdizione fu trasformata in un distretto nel 1797 quando Napoleone forzò la sua annessione alla Repubblica Cisalpina.